# 李泽 (唐朝)
李泽（840年代—?），唐朝皇子，是唐宣宗的第五子，生母不详。
生年不详，从其兄李沂的生年推断，当在844年或之后。大中元年（847年），李泽被他父亲唐宣宗封为濮王，九年（855年）正月被任为开府仪同三司、守镇州大都督、充成德军节度、镇冀深赵等州观察处置等使，实为遥领。其后史书中没有记载他的情况。